# Prehranjevalni splet
Prehranjevalni splet je sistem več prehranjevalnih verig, ki so prepletene med sabo. Člene prehranjevalnega spleta delimo na proizvajalce (zelene rastline), porabnike (rastlinojedce, mesojedce, vsejedce) in  razkrojevalce (glive, bakterije, talne živali). Proizvajalci s pomočjo fotosinteze proizvajajo hranilne snovi, ki jih nato porabniki porabijo. Ko porabnik pogine oz. umre, ga razkrojevalci razkrojijo (oz. spremenijo organsko snov v anorgansko). Organske snovi sestavlja živa narava, anorganske pa neživa narava. Če se majhni delci razkrojenih živali pomešajo s prstjo, nastane tako imenovani humus, kar je odlična hrana za proizvajalce. Ti zopet proizvedejo hranilne snovi in tako se proces nadaljuje. Ta proces imenujemo kroženje snovi v okolju.